# Келвин Гестелум
Келвин Гастелум (на английски език - Kelvin Gastelum) е американски професионален ММА боец, който към септември 2019 година се състезава в UFC шампионата. От 19 август 2019 г. той заема четвърто място в официалната класация на UFC в средна категория. Гастелум е победител в реалити формата на UFC - „The Ultimate Fighter 17“.

## Кратка биография
Гастелум се състезава като борец в свободен стил в държавния шампионат, представлявайки гимназията Сайбола от град Юма, Аризона. Учи в колеж в щат Айдахо в продължение на една година, преди да реши да се състезава професионално в ММА боевете. Работил за кратко в служба за като служител в бюро за гаранции, преди да стартира кариера като ММА боец.
Провежда първия си професионален бой в Мексико на 11 декември 2010 г. срещу Хозе Санчес. Той печели чрез прекратяване във втори рунд. След дебюта си Гастелум продължава с боеве в Мексико и щата Аризона, като бързо натрупва рекорд от 5 победи и нито една загуба.

## The Ultimate Figter
През януари 2013 г. е обявено, че Гастлум е избран да бъде част от бойното реалити - „The Ultimate Figter 17“ на UFC. Той побеждава в първия си мач със съдийско решение Кайто Андрюс. Следващият двубой на Гастелум е срещу Буба Макданиел, който мач печели във втори рунд чрез предаване. На четвъртфинала Гастелум се изправя срещу Колин Харт, печелейки двубоя с нокаут в първи рунд.
На полуфинала Гастелум се бие срещу Джош Саман. Той побеждава още в първи рунд, чрез предаване.
Гастелум се изправя срещу съотборника си Юрая Хол на финала на Ultimate Fighter. Гастелум печели двубоя чрез съдийско решение и печели „Ultimate Fighter 17“, ставайки най-младият победител в историята на шоуто, когато е само на 21 години, което му носи договор с най-популярния ММА шампионат UFC.

## UFC шампионат
Анонсиран е първият двубой на Гастелум срещу Пауло Тиаго, който трябва да се състои на 28 август 2013 г., като част от Гала вечер „UFC Fight Night 27“. Поради контузия в коляното обаче Тиаго се отказва, като е заменен от Брайън Меланкон. Гастелум побеждава със заден ключ на шията в първи рунд.
Последва битка с Рик Стори на 15 март 2014 г. в Гала вечер „UFC 171“. Печели двубоя със съдийско решение.
Двубоя с Нико Мусоке е на 28 юни 2014 г. в Гала вечер „UFC Fight Night 44“, печелейки битката с единодушно съдийско решение.
На 15 ноември 2014 г. Гастелум се изправя срещу Джейк Елънбергер в Гала „UFC 180“, а двубоя е определен като един от двата основно боеве на вечерта. Той печели битката в първи рунд чрез заден ключ на шията. Тази победа е и първата за Гастелум, определена за „Битка на вечерта“, носейки му бонус от 50 000 щ.д..
Гастелум се бие с една от големите звезди в UFC Тайрън Уудли, на 31 януари 2015 г. в Гала „UFC 183“. Той губи двубоя чрез съдийско решение, което е и първата му загуба.